# Ulixes perpendicularis
Ulixes perpendicularis är en insektsart som beskrevs av Caldwell 1945. Ulixes perpendicularis ingår i släktet Ulixes och familjen sköldstritar. Inga underarter finns listade i Catalogue of Life.